# Lipidose hépatique
 Mise en garde médicale
La lipidose hépatique ou dislipoïdose hépatique est une affection potentiellement mortelle dans laquelle le foie  présente une accumulation de graisses et subit une insuffisance hépatique. Elle touche principalement les chats en surpoids ou obèses ayant traversé une période de jeûne ou de restriction alimentaire. La lipidose hépatique existe également chez les reptiles.

## Étiologie
La lipidose hépatique est engendrée par une restriction alimentaire prolongée de l'animal,. Celle-ci peut survenir après un jeûne du chat spontané ou provoqué. Celui-ci peut survenir après une modification de l'environnement ou du régime alimentaire, un stress ou une maladie douloureuse. La forme primaire se déclenche suite à un évènement ayant engendré une restriction alimentaire, tandis que la lipidose hépatique secondaire survient à la suite d'une affection concomitante ayant engendré une anorexie.

## Physiopathologie
Elle touche principalement les chats en surpoids ou obèses ayant traversé une période de jeûne ou de restriction alimentaire.
Lors d'un jeûne, l'organisme du chat mobilise ses acides gras dans le système sanguin, acides qui sont transformés en triglycérides et stockés dans le foie.

## Symptômes

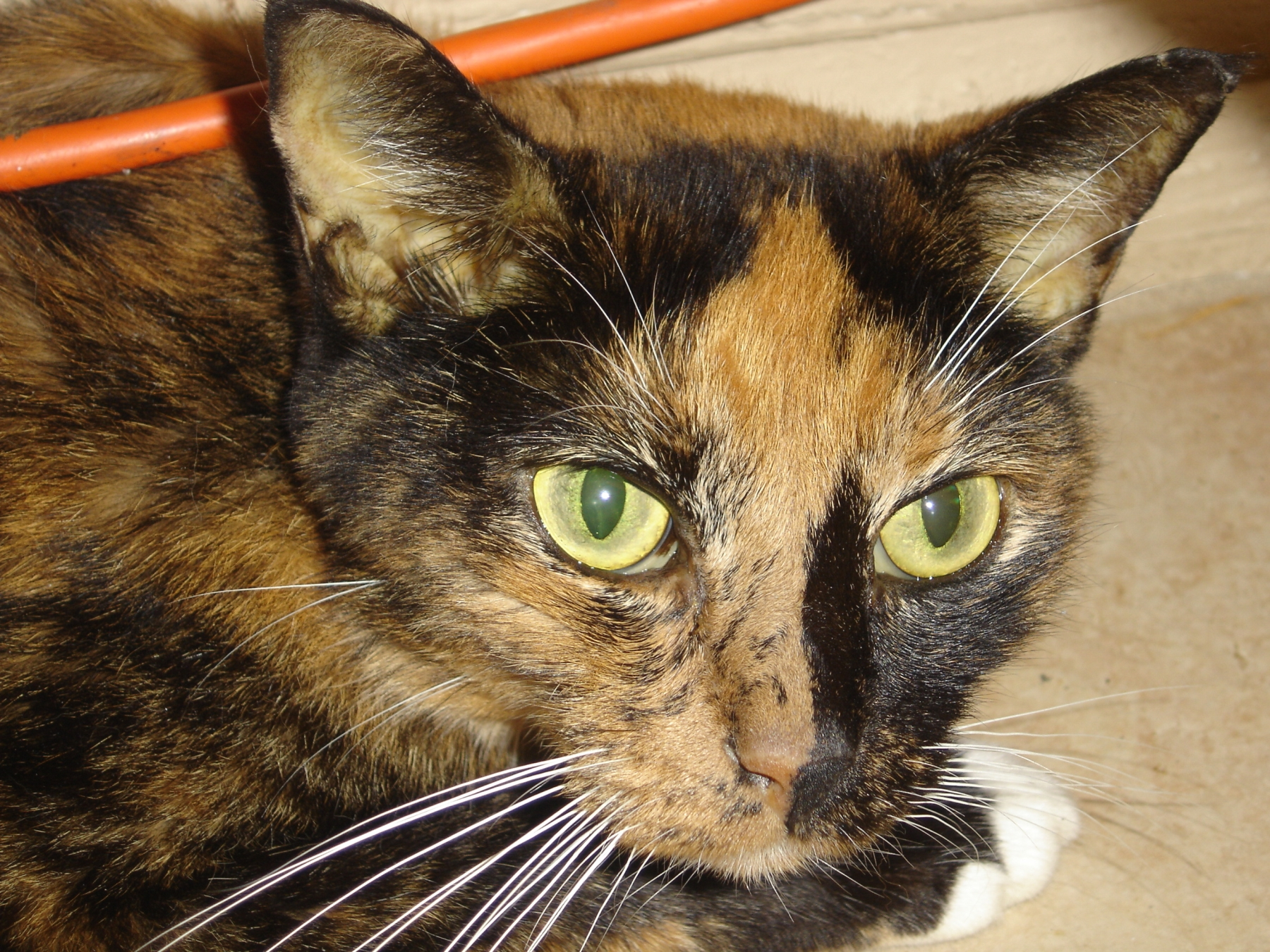
Un chat présentant un ictère : sa peau est jaunâtre, ce qui est particulièrement visible à l'intérieur des oreilles et sur le contour interne des yeux.

Les symptômes se manifestent quand au moins la moitié des cellules du foie sont touchées. Les signes sont peu spécifiques. Le chat touché par la lipidose hépatique est apathique, présente une anorexie,, des vomissements, des diarrhées, de la constipation, un amaigrissement. Il présente souvent de la déshydratation et un ictère, des muqueuses, de la sclère, et du palais mou. La surcharge du foie sa manifeste à travers une hépatomégalie, . L'encéphalose hépatique se manifeste avec de l'amaurose, des troubles du comportement et un ptyalisme,. 

## Examens complémentaires
L'échographie permet de visualiser un foie hyperéchogène. La vésicule biliaire peut être déformée à cause de l'hypertrophie des lobes hépatiques.
Les analyses biochimiques présentent des ALAT, ASAT, PAL, et une bilirubinémie augmentées. Des troubles de la coagulation sont souvent associés à la lipidose ; les temps de Quick, de céphaline activée et de thrombine sont augmentés. Les analyses de sang présentent une anémie régénérative ou non, une lymphopénie.

## Diagnostic
Le diagnostic se base sur l'anamnèse de l'animal et l'examen clinique . 
Il peut être établi avec certitude grâce à une biopsie hépatique et à un examen histologique du foie. Cependant, cet acte est risqué quand le chat est en état de lipidose. La réalisation d'un examen clinique accompagné d'une cytoponction à l'aiguille fine du foie permet cependant de supposer le diagnostic de lipidose hépatique comme très probable.

## Complications possibles
Parmi les complications de la lipidose hépatique figurent l'encéphalose hépatique, des déséquilibres hydro-électrolytiques et des carences en vitamines.

## Prise en charge
Les complications mises en évidence lors des examens complémentaires sont les premières à être prises en charge.
La réalimentation entérale assistée est le principal traitement. Il se prolonge jusqu'à ce que l'animal reprenne une alimentation spontanée et peut ainsi durer jusqu'à 6 semaines,. L'alimentation doit être riche en acides gras essentiels et en protéines, contenir peu de glucides. De l'arginine, des acides aminés ramifiées, de la carnitine et de la taurine peuvent être ajoutés. La thérapie par perfusion sert à la fois à rétablir l'hydratation et à subvenir aux besoins hydriques de base.
Le traitement étant long, les propriétaires choisissent souvent l'euthanasie.

## Pronostic
80 à 85 % des chats pris en charge survivent. Sans traitement, la mortalité s'élève à 90 %.

## Prévention
La principale prévention consiste en la conservation d'un poids normal stable.

## Autres espèces
La lipidose hépatique peut également survenir chez des lézards,.